# Araripogon
Araripogon is een vliegengeslacht uit de familie van de roofvliegen (Asilidae).

## Soorten
- A. axelrodi Grimaldi, 1990